# Artaxa guttata
Artaxa guttata är en fjärilsart som beskrevs av Walker 1855. Artaxa guttata ingår i släktet Artaxa och familjen tofsspinnare. Inga underarter finns listade i Catalogue of Life.